# Matalajärvi (sjö i Kouvola, Kymmenedalen, 60,98 N, 27,02 Ö)
Matalajärvi är en sjö i kommunen Kouvola i landskapet Kymmenedalen i Finland. Arean är 36 hektar och strandlinjen är 2,44 kilometer lång. Sjön  ingår i Kymmene älvs huvudavrinningsområde.   Den ligger omkring 57 kilometer norr om Kotka och omkring 140 kilometer nordöst om Helsingfors. 